# Odvas-hegy
Az Odvas-hegy a Budai-hegységben, Budaörs központjától észak-északnyugati irányban nyúlik a város fölé. 314 méteres magasságával a Budaörsi-kopárok Budaörs felett sorakozó vonulatának legmagasabb tagja. A város már teljesen körbenőtte – lábainál körben magántelkek sorakoznak – az északi oldalán Alsószállás városrész gyérebb üdülőövezeti, hétvégi házas jellegű, a déli lejtőjén folyamatosan egyre feljebb kúsznak a családi házak. A hegy kopár, meredek oldalú dolomittömbje azonban még őrzi az egykori, különleges növény- és állatvilágának maradványait.

## Fekvése

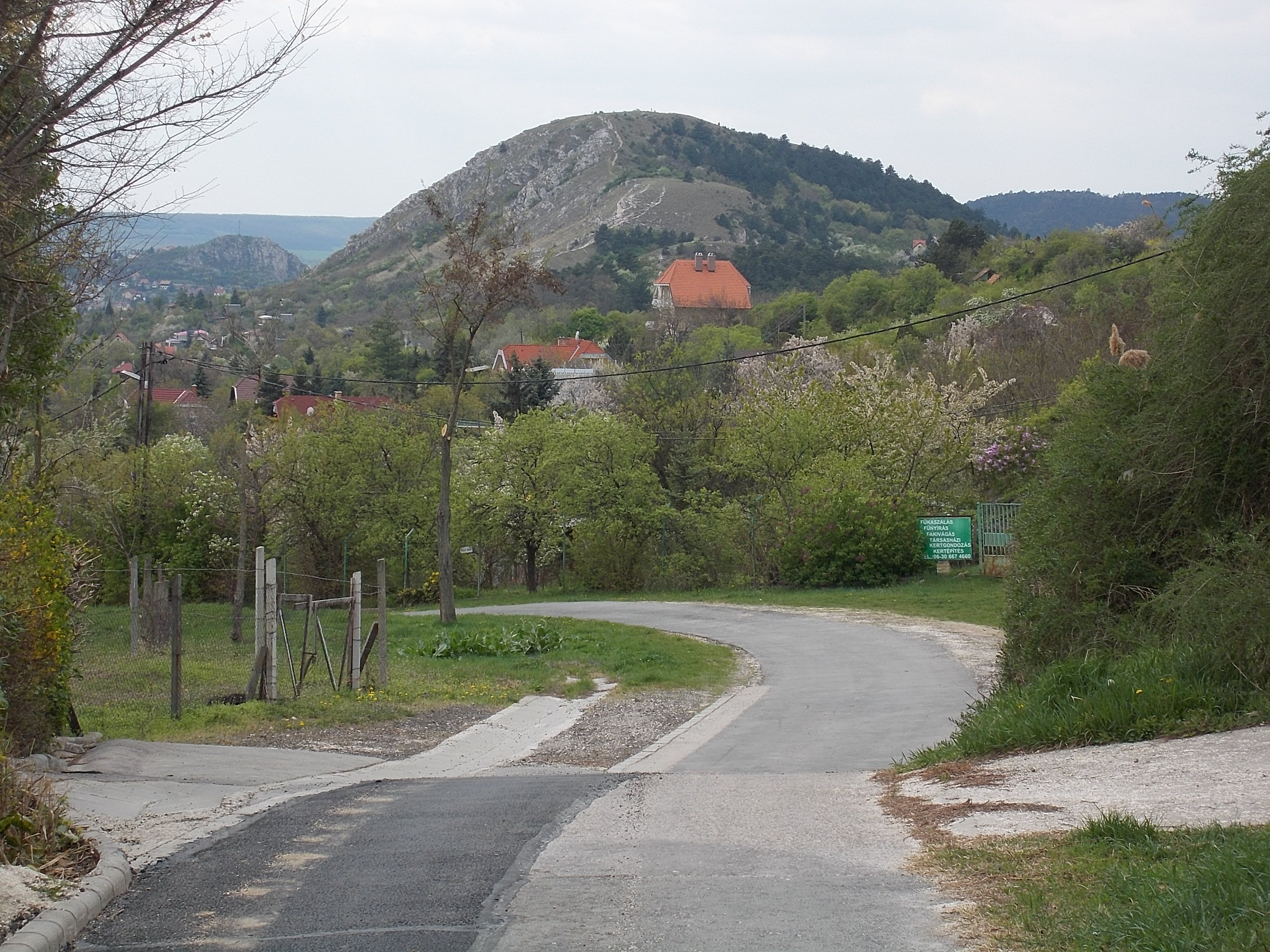
A hegy Frankhegy városrész irányából, a Rigó utcából

A Budai-hegység középső fő tömbjében, annak nyugati részén emelkedik, a Frankhegytől délnyugatra. Gerince majdnem pontosan kelet-nyugati irányban húzódik Budaörs fölött, négy nagyobb kiemelkedése is van. Északi szomszédjai a védett Csíki-hegyek, azoktól egy völgykatlan választja el. Meredek csúcsa nehezebben közelíthető meg. Legközelebbi szomszédja keletről a 235 méter magas Kő-hegy szintén meredek sziklás tömbje, amely mára teljesen Budaörs város része lett, a csúcsán emelt kápolna ismert zarándokhely és Budaörs egyik jelképe; az Odvas-hegyet és a Kő-hegyet a Mária-völgy különíti el egymástól.

## Földtana
Az Odvas-hegy a környezetétől meredeken kiemelkedő dolomitrög; a környező hegysorok és magaslatok legjellemzőbb kőzete ugyancsak a dolomit, amely helyenként különleges sziklaformációkat képez. A nevét az oldalában megbújó kisebb üregekről kapta.
Az Odvas-hegy földtanának tanulmányozására jó lehetőséget kínál a hegytömb keleti részében (a budaörsi Budakeszi utca vége közelében) nyitott, mára már felhagyott kőfejtő, amely triász korú dolomitot és az eocénból származó breccsát tár fel, úgy, hogy mindkét kőzetet kalcit- és barittartalmú erek szövik át. Mindkét ásvány előfordul a hegytömb más, kisebb feltárásaiban is, de itt különösen jól megfigyelhető a két eltérő földtörténeti időszakból származó kőzetek határvonala.

## Élővilága

### Növényvilága
A hegycsúcs térségében még mindenhol a Kárpát-medencei, dolomit alapkőzetű hegyekre, hegységekre jellemző nyílt dolomit sziklagyepek és lejtőssztyepprétek növényfajai dominálnak. Kora tavasszal bőségesen virít itt a leánykökörcsin (Pulsatilla grandis), a tavaszi hérics (Adonis vernalis) és a fürtös gyöngyike (Muscari neglectum), kicsit később a fekete kökörcsin (Pulsatilla nigricans) és az apró nőszirom (Iris pumila), májusban a Sadler-imola (Centaurea sadleriana), a nagyezerjófű (Dictamnus albus) és a cserjeszintben megjelenő törpe mandula (Prunus tenella) is. A nyári gyep jellegadó faja – főként csapadékosabb években – a csomós harangvirág (Campanula glomerata).

### Állatvilága
A Budai-hegység különleges hüllőfajának számító pannon gyík (Ablepharus kitaibelii fitzingeri) az Odvas-hegy déli, meleg lejtőin is előfordul, bár a hüllők közül leginkább jellemző fajok a fali gyík (Podarcis muralis) és a rézsikló (Coronella austriaca). A sziklai gyeptársulások értékes rovarfaunának adnak otthont, így a kiránduló nagy számban találkozhat itt sáskafajokkal – köztük a röptében látványos megjelenésű kékszárnyú sáskával (Oedipoda caerulescens) –, csüngőlepke-fajokkal – mint például az acélszínű csüngőlepkével (Zygaena filipendulae) –, és szemölcsevő szöcske (Decticus verrucivorus) is előfordul a területen. Az 1980-as évekig még kövirigó (Monticola saxatilis) is fészkelt itt, azóta fészkelőként valószínűleg eltűnt a területről.